# ترين ترولسن
ترين ترولسن (بالدنماركية: Trine Troelsen)‏ مواليد 2 مايو 1985، هي لاعبة كرة يد دانمركية تلعب كظهير أيسر. مثلت منتخب الدنمارك لكرة اليد للسيدات. شاركت في دورة الألعاب الأولمبية الصيفية سنة 2012.

## سجل المنافسة
شاركت في البطولات التالية:
- الألعاب الأولمبية الصيفية 2012
- بطولة العالم لكرة اليد للسيدات 2011
- بطولة أوروبا لكرة اليد للسيدات 2010

## روابط خارجية
- ترين ترولسن على موقع الاتحاد الأوروبي لكرة اليد (الإنجليزية)
- ترين ترولسن على موقع أوليمبيديا (الإنجليزية)